# Bogda
Bogda (en hongrois : Rigósfürdő, en allemand : Neuhof) est une commune du județ de Timiș en Roumanie.